# Brad Bombardir
Luke Bradley „Brad“ Bombardir (* 5. Mai 1972 in Powell River, British Columbia) ist ein ehemaliger kanadischer Eishockeyspieler und derzeitiger -funktionär, der im Verlauf seiner aktiven Karriere zwischen 1988 und 2004 unter anderem 372 Spiele für die  New Jersey Devils, Minnesota Wild und Nashville Predators in der National Hockey League auf der Position des Verteidigers bestritten hat. Seinen größten Karriereerfolg feierte Bombardir in Diensten der New Jersey Devils mit dem Gewinn des Stanley Cups im Jahr 2000. Seit dem Sommer 2010 ist er als Director of Player Development bei den Minnesota Wild tätig.

## Karriere
Bombardir spielte in seiner Jugend bei den Powell River Paper Kings in der British Columbia Junior Hockey League sowie im Team der University of North Dakota in der National Collegiate Athletic Association.
Seine erste Profistation waren die Albany River Rats in der American Hockey League. Im NHL Entry Draft 1990 wurde Bombardir in der dritten Runde an insgesamt 56. Position von den New Jersey Devils ausgewählt. Sein erstes NHL-Spiel sollte er allerdings erst sieben Jahre später, während der Saison 1997/98 bestreiten. 2000 konnte er mit seinem Team den Stanley Cup gewinnen.
Nach dieser Saison wurde er am 23. Juni 2000 für Chris Terreri und einem Neuntrunden-Draftpick im NHL Entry Draft 2000 nach Saint Paul zu den Minnesota Wild transferiert. Erfolge blieben allerdings aus und es folgte während der Saison 2003/04 kurz vor Transferschluss ein weiterer Wechsel, dieses Mal nach Tennessee zu den Nashville Predators. Zusammen mit Sergejs Žoltoks wechselte er im Tausch für einen Dritt- und Viertrunden-Draftpick im NHL Entry Draft 2004. Die Predators mussten sich allerdings bereits in der ersten Runde der Playoffs den Detroit Red Wings geschlagen geben.
Während der Lockouts der NHL-Saison 2004/05 war er vereinslos. Im Jahr 2005 lief er in einem Spiel für die Springfield Falcons in der AHL auf. Allerdings musste er seine Karriere aufgrund einer Knieverletzung, die er sich während seiner Zeit in der AHL zugezogen hatte, beenden. Seit dem Sommer 2010 ist er als Director of Player Development bei den Minnesota Wild tätig.

## Erfolge und Auszeichnungen
- 1995 Calder-Cup-Gewinn mit den Albany River Rats
- 1996 Teilnahme am AHL All-Star Classic
- 1996 AHL Second All-Star Team
- 2000 Stanley-Cup-Gewinn mit den New Jersey Devils

## Karrierestatistik

### International
Vertrat Kanada bei:
- Junioren-Weltmeisterschaft 1992

(Legende zur Spielerstatistik: Sp oder GP = absolvierte Spiele; T oder G = erzielte Tore; V oder A = erzielte Assists; Pkt oder Pts = erzielte Scorerpunkte; SM oder PIM = erhaltene Strafminuten; +/− = Plus/Minus-Bilanz; PP = erzielte Überzahltore; SH = erzielte Unterzahltore; GW = erzielte Siegtore; 1 Play-downs/Relegation; Kursiv: Statistik nicht vollständig)